# Calum Scott
Calum Scott (Kingston upon Hull, 12 oktober 1988) is een Brits singer-songwriter. Hij werd bekend als kandidaat van het televisieprogramma Britain's Got Talent in 2015. Zijn cover van Robyns Dancing on my own bereikte eind 2016 de Nederlandse Top 40 en de Mega Top 50 en in datzelfde jaar stond het in de Radio 2 Top 2000.

## Levensloop
Scott werd geboren in Kingston upon Hull, als zoon van Debbie Burton en Kevin Scott, en groeide op in de omgeving van Yorkshire, voornamelijk North Ferriby en Kingston upon Hull. Zijn ouders gingen uit elkaar toen hij twee jaar oud was en zijn vader verhuisde naar Canada. Hij heeft een jongere zus, Jade, die ook zangeres is. Scott speelde drums en zijn zus moedigde hem later aan om te zingen. Voordat hij beroemd werd, werkte hij in human resources.

## Persoonlijk
Scott is openlijk homoseksueel. Hij zou problemen hebben gehad met zijn seksualiteit toen hij opgroeide, maar sinds de volwassenheid is dat voorbij.

## Discografie

### Albums
| Album met eventuele hitnotering(en) in de Nederlandse Album Top 100 | Datum van verschijnen | Datum van binnenkomst | Hoogste positie | Aantal weken | Opmerkingen |
| ------------------------------------------------------------------- | --------------------- | --------------------- | --------------- | ------------ | ----------- |
| Only Human                                                          | 2018                  | 17-03-2018            | 75              | 18           |             |

| Album met hitnotering(en) in de Vlaamse Ultratop 200 albums | Datum van verschijnen | Datum van binnenkomst | Hoogste positie | Aantal weken | Opmerkingen |
| ----------------------------------------------------------- | --------------------- | --------------------- | --------------- | ------------ | ----------- |
| Only Human                                                  | 2018                  | 17-03-2018            | 35              | 9            |             |
| Only Human                                                  | 2022                  | 27-06-2022            | 80              | 1*           |             |

### Singles
| Single met eventuele hitnotering(en) in de Nederlandse Top 40 | Datum van verschijnen | Datum van binnenkomst | Hoogste positie | Aantal weken | Opmerkingen                                     |
| ------------------------------------------------------------- | --------------------- | --------------------- | --------------- | ------------ | ----------------------------------------------- |
| Dancing on My Own (Tiësto remix)                              | 2016                  | 29-10-2016            | tip12           | -            |                                                 |
| Dancing on My Own                                             | 2016                  | 12-11-2016            | 7               | 19           | #14 in de Single Top 100 / #8 in de Mega Top 50 |
| Where Are You Now                                             | 2021                  | 31-07-2021            | 6               | 22           | met Lost Frequencies / #10 in de Single Top 100 |
| Woke Up in Love                                               | 2022                  | 17-09-2022            | tip15           | 7            | met Kygo en Gryffin                             |
| Whistle                                                       | 2023                  | 08-04-2023            | 8               | 21           | met Jax Jones                                   |

| Single met hitnotering(en) in de Vlaamse Ultratop 50 | Datum van verschijnen | Datum van binnenkomst | Hoogste positie | Aantal weken | Opmerkingen          |
| ---------------------------------------------------- | --------------------- | --------------------- | --------------- | ------------ | -------------------- |
| Dancing on My Own                                    | 2016                  | 10-09-2016            | 19              | 12           |                      |
| Rhythm Inside                                        | 2017                  | 21-01-2017            | tip             | -            |                      |
| You Are The Reason                                   | 2018                  | 03-03-2018            | tip24           | -            | met Leona Lewis      |
| No Matter What                                       | 2018                  | 10-11-2018            | tip46           | -            |                      |
| Where Are You Now                                    | 2021                  | 07-08-2021            | 4               | 51           | met Lost Frequencies |
| Woke Up in Love                                      | 2022                  | 12-11-2022            | 38              | 8            | met Kygo en Gryffin  |
| Whistle                                              | 2023                  | 25-02-2023            | 25              | 24           | met Jax Jones        |

### NPO Radio 2 Top 2000
| Nummer met noteringen in de NPO Radio 2 Top 2000 | '16  | '17  | '18  | '19  | '20  | '21  |
| ------------------------------------------------ | ---- | ---- | ---- | ---- | ---- | ---- |
| Dancing on My Own                                | 1622 | 1135 | 1395 | 1901 | 1805 | 1835 |

1. ↑  Een vetgedrukt getal geeft de hoogste notering aan.
2. ↑  2016 was het eerste jaar met een notering voor dit nummer.
3. ↑  Deze tabel is bijgewerkt tot en met de laatste editie (2024).

- Bibliothèque nationale de France: cb17798921k (data)
- Gemeinsame Normdatei: 1154433684
- International Standard Name Identifier: 0000 0004 6307 7208
- Library of Congress Control Number: no2018093044
- MusicBrainz: 68fdc9cc-1094-48bb-942f-66492343e41c
- Virtual International Authority File: 1447152140021511100002
- WorldCat: E39PBJht3h7R7Rq7GjMdv3vGpP